# تامس جی هنن
تامس جی هنن (به انگلیسی: Thomas J. Hennen) فضانورد اهل کشور ایالات متحده آمریکا است که در ۱۷ آگوست ۱۹۵۲ میلادی در آلبانی، جورجیا زاده شد. وی در مأموریت اس‌تی‌اس-۴۴ حضور داشته است.